# Levell Sanders
Levell Sanders (* 14. prosince 1975) je americký basketbalista hrající českou Národní basketbalovou ligu za tým BK JIP Pardubice. Hraje na pozici rozehrávače.

## Kariéra
- 1998 - 2001 : Mlékárna Kunín
- 2002 - 2003 : BK Ústí nad Labem
- 2003 - 2007 : BK SČE Děčín
- 2007 - 2009 : BK Synthesia Pardubice
- 2009 - 2010 : Mlékárna Miltra Nový Jičín
- 2010 - 2013 : BK Děčín
- 2013 - 2014 : BK JIP Pardubice

MVP české ligy 2005/2006.
V roce 2010 se na tři roky upsal Děčínu, kam se po třech letech vrací. Zajímavostí je, že jeho nejlepším kamarádem je hvězda Indiany Pacers (NBA) Jamaal Tinsley.

## Statistiky
| Sezóna   | Soutěž      | Odehrané minuty | Průměr na zápas | Body | Průměr na zápas |
| -------- | ----------- | --------------- | --------------- | ---- | --------------- |
| 1998/99  | Mattoni NBL | 1030.8          | 26.4            | 393  | 10.1            |
| 1999/00  | Mattoni NBL | 1182.8          | 30.3            | 545  | 14.0            |
| 2002/03  | Mattoni NBL | 1126.6          | 36.3            | 688  | 22.2            |
| 2003/04  | Mattoni NBL | 1030.6          | 35.5            | 497  | 17.1            |
| 2004/05  | Mattoni NBL | 1327.5          | 35.9            | 627  | 16.9            |
| 2004/05  | Český pohár | 40.0            | 40.0            | 22   | 22.0            |
| 2005/06  | Mattoni NBL | 1259.8          | 34.0            | 598  | 16.2            |
| 2005/06  | Český pohár | 40.0            | 40.0            | 15   | 15.0            |
| 2006/07* | Mattoni NBL | 633.0           | 33.3            | 324  | 17.1            |

 *Rozehraná sezóna - údaje k 20.1.2007